# Pierce-Arrow
Pour les articles homonymes, voir Pierce et Arrow.

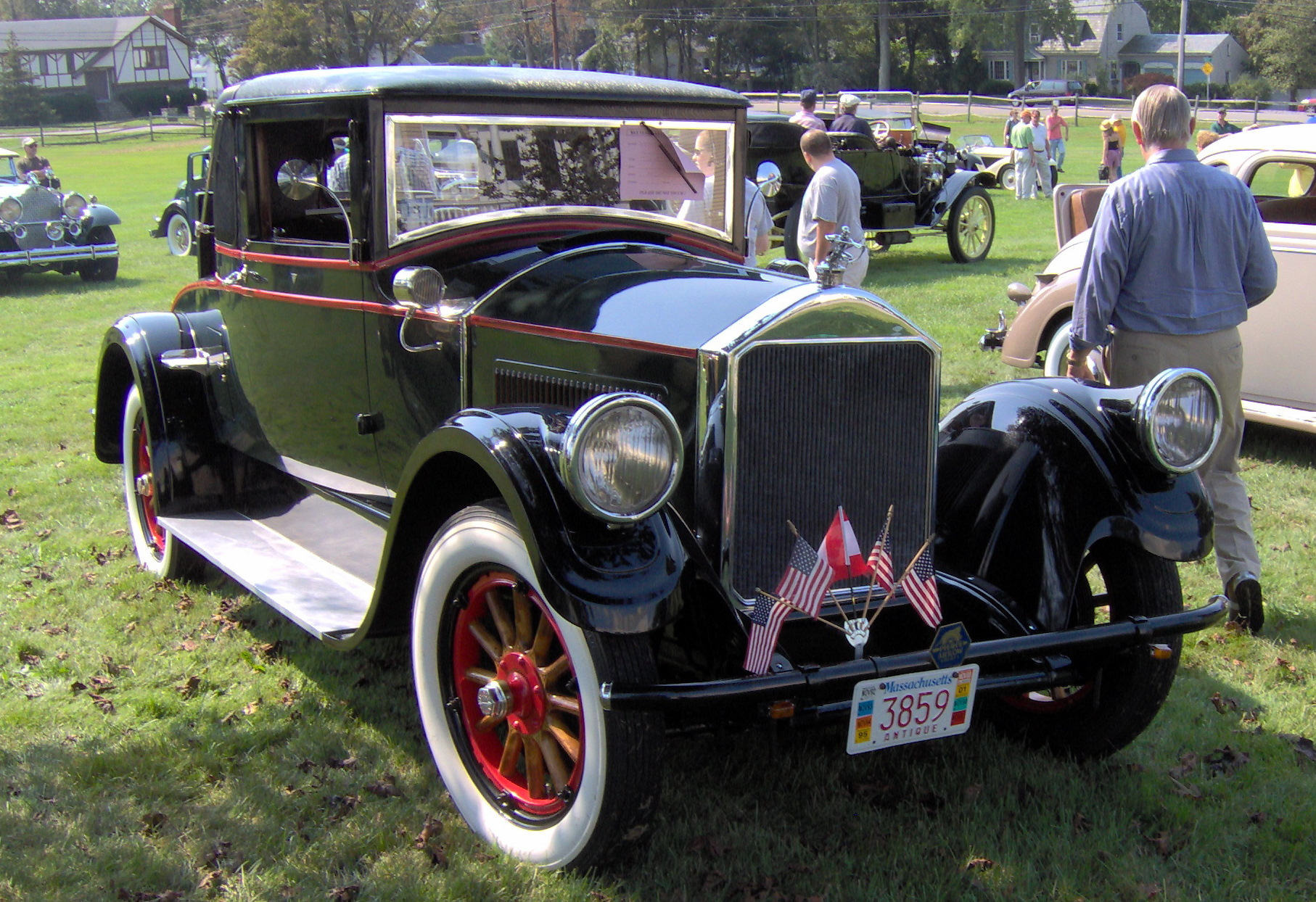
Pierce-Arrow de 1922

Pierce-Arrow est une marque automobile américaine aujourd'hui disparue.
Avant de se lancer dans la production automobile en 1901, la compagnie produisait divers articles (glacières, bicyclettes…).
Dès 1904, la marque s'oriente vers les modèles de luxe. En 1913, elle dépose une demande de brevet pour la disposition particulière des phares avant, intégrés aux ailes.
Le logo de la marque est un personnage accroupi posé sur la calandre en train de tirer une flèche. 
Ce fut la première marque à être officiellement utilisée par la Maison-Blanche.

## La production de camions

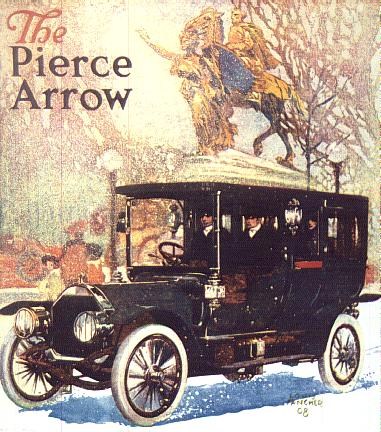
Publicité illustrée par Louis Fancher, 1908

En 1910, Pierce Arrow Motor, de Buffalo, dans l'État de New York, entre sur le marché du camion avec un cinq tonnes à transmission par chaîne et une cabine avancée dont la production ne fut pas poursuivie. Mais le modèle R à vis sans fin le remplaça. Le choix d'une telle transmission, peu courante, fut influencé par l'ingénieur du bureau d'étude de la firme, John Younger, qui travaillait auparavant avec Dennis Brothers ltd, au Royaume-Uni.
En 1914, le modèle X de deux tonnes apparut aussi pendant la Première Guerre mondiale, la société fournit de nombreuses versions militaires de ses modèles de camions, tout en construisant des camions Liberty Class B.
En 1928, la société fusionna avec Studebaker d'Indiana et les camions portèrent le sigle Studebaker Pierce Arrow.
En 1932, la nouvelle société eut une brève association de deux ans avec White Motor Company, pour faire construire leurs camions. En 1935, les deux compagnies sont de nouveau indépendantes.
En 1949, la firme construisit son premier véhicule d'incendie et fut l'un des premiers fabricants à utiliser l'aluminium dans le processus de construction. Aussi la compagnie développa une vaste gamme de véhicules : de la mini-pompe aux gros fourgons-pompes, fourgons de secours, citernes d'eau et diverses échelles aériennes avec bras élévateurs.

## Référence
- Peter J. Davies, L'Encyclopédie mondiale des camions : guide illustré des camions classiques et contemporains du monde entier, Genève, Manise, 2003  (ISBN 2-84198-214-9)